# نظام حفظ الحياة

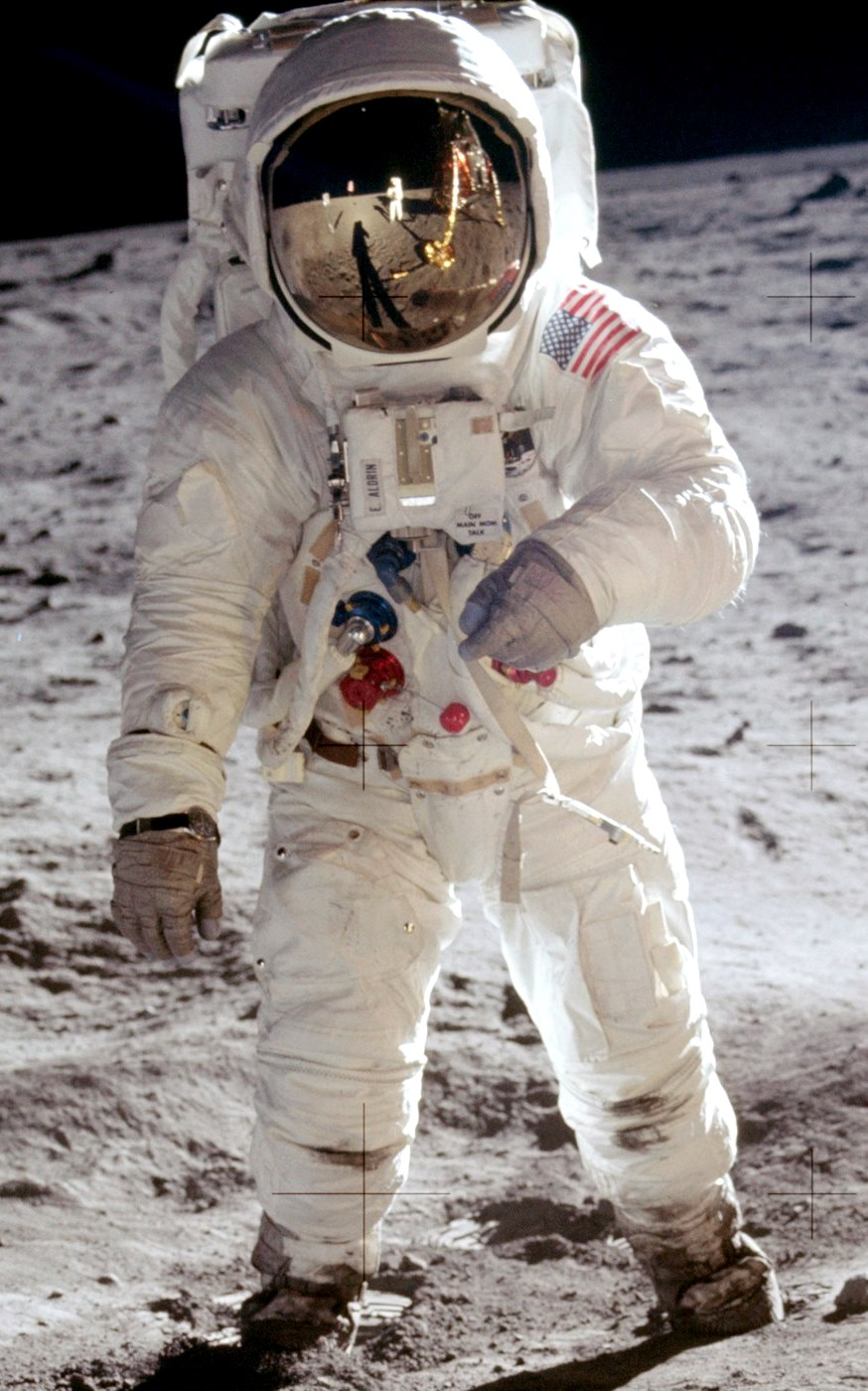

في مجال رحلات الفضاء البشرية، نظام حفظ الحياة أو نظام دعم الحياة (بالإنجليزية: Life support system)‏ هو مجموعة من الأجهزة التي تسمح للإنسان بالبقاء على قيد الحياة في الفضاء الخارجي. يقوم نظام حفظ الحياة بتزويد رواد الفضاء بالهواء والماء والغذاء، كما يقوم أيضا بضبط درجة حرارة الجسم ويتعامل مع الفضلات البشرية. وكذلك يقوم بحماية الرواد من التأثيرات الخارجية الضارة مثل الأشعة والنيازك الصغيرة. مكونات نظام حفظ الحياة هي ضرورية للحياة وتصمم وفق تنقيات الهندسة الوقائية.